# Pelops
Pelops – w mitologii greckiej syn Tantala, założyciel dynastii Pelopidów. Jako dziecko zabity przez ojca i podany na uczcie bogów, zjedzony jedynie przez Demeter; wskrzeszony przez Hermesa na polecenie Zeusa. Mąż Hippodamei, zabójca Ojnomaosa.

## Zbrodnia Tantala
Drzewo genealogiczne Pelopsa
| Zeus  | Zeus  | Zeus  | Zeus  | Zeus   | Zeus   |        |        | Pluto  | Pluto  | Pluto  | Pluto  | Pluto            | Pluto            |                  |                  |                  |                  |         |         |         |         |
| Zeus  | Zeus  | Zeus  | Zeus  | Zeus   | Zeus   |        |        | Pluto  | Pluto  | Pluto  | Pluto  | Pluto            | Pluto            |                  |                  |                  |                  |         |         |         |         |
|       |       |       |       |        |        |        |        |        |        |        |        |                  |                  |                  |                  |                  |                  |         |         |         |         |
|       |       |       |       | Tantal | Tantal | Tantal | Tantal | Tantal | Tantal |        |        | Dione/Euryanassa | Dione/Euryanassa | Dione/Euryanassa | Dione/Euryanassa | Dione/Euryanassa | Dione/Euryanassa |         |         |         |         |
|       |       |       |       | Tantal | Tantal | Tantal | Tantal | Tantal | Tantal |        |        | Dione/Euryanassa | Dione/Euryanassa | Dione/Euryanassa | Dione/Euryanassa | Dione/Euryanassa | Dione/Euryanassa |         |         |         |         |
|       |       |       |       |        |        |        |        |        |        |        |        |                  |                  |                  |                  |                  |                  |         |         |         |         |
|       |       |       |       |        |        |        |        |        |        |        |        |                  |                  |                  |                  |                  |                  |         |         |         |         |
| Niobe | Niobe | Niobe | Niobe | Niobe  | Niobe  |        |        | Pelops | Pelops | Pelops | Pelops | Pelops           | Pelops           |                  |                  | Broteas          | Broteas          | Broteas | Broteas | Broteas | Broteas |

Ojcem Pelopsa był Tantal, który z kolei uchodził za syna Zeusa i Pluto. Imię żony Tantala, a matki Pelopsa, podawane jest różnie – Dione, Plejada, inna Plejada Sterope, Klytia pochodząca od Amfidamasa albo też Euryanassa, spłodzona przez boga rzeki Paktolosa, Eurystanassa czy też Eurytemiste. Tenże Tantal rządził albo Lydią albo Frygią w Azji Mniejszej. Jego miasto w górach Lidii nazywało się Sipylos. Tantala, ulubieńca bogów, nieśmiertelni zapraszali na uczty odbywające się na Olimpie. On sam również podejmował bogów w swoim Sipylos. Rozzuchwalony, zaczął w końcu wątpić we wszechwiedzę bogów, w to, że naprawdę są oni bogami. Wpadł na pomysł poddania próbie ich proroczych zdolności.
Dokonał w tym celu straszliwej zbrodni. Zabił swego syna Pelopsa, poćwiartował, i po uprzednim upieczeniu bądź ugotowaniu, podał go na uczcie bogom. Uczynił to na sam koniec uczty, w czasie której poczęstował gości wielką liczbą potraw znakomitej jakości. Pieczeń z Pelopsa kazał podać na złotym półmisku. Gospodarz w szczególny sposób chwalił jej zalety, jej doskonały smak. Większość bogów rozpoznało, z jaką to potrawą ma do czynienia. Być może zbrodnię wykrył sam Zeus. Jednak Demeter, pogrążona w tęsknocie za córką Korą, skosztowała potrawy, może nawet ogryzła całą łopatkę. Pierre Grimal podał, iż było to ramię oraz prócz wersji z Demeter wymienił jeszcze te z Aresem i Tetydą.
Istnieje wersja mitu mówiąca, jakoby Pelops został zabity nie zbrodniczo, ale na skutek pobożności Tantala, który podczas głodu nie miał żadnego zwierzęcia, które by mógł poświęcić bogom na ofiarę.
Podjęto decyzję o przywróceniu Pelopsa do życia. W jednej z wersji to Zeus zwrócił życie królewiczowi, w innej dokonał tego Hermes. Kolejna jeszcze mówi, że Zeus miał nakazać Hermesowi powkładać kawałki ciała Pelopsa do kotła i gotować do czasu, aż z kotła wyjdzie żywy chłopiec. Zjedzony przez Demeter kawałek jego łopatki zastąpiono kością słoniową. Płytkę wstawił Hefajstos. W ten sposób powstało znamię na łopatce Pelopsa, które odziedziczyli po nim jego potomkowie. Później ten fragment ciała protoplasty rodu stał się relikwią pokazywaną w Elidzie. Po przywróceniu do życia Pelops był jeszcze piękniejszy, niż w przeszłości.

## Ulubieniec Posejdona
Pelops po wskrzeszeniu stał się ulubieńcem Posejdona, który zakochał się w nim. Władca mórz uczynił go swoim podczaszym. Wziął go na pewien czas na Olimp. Pelops pomagał jednak swemu ojcu w wykradaniu nektaru i ambrozji od bogów i dlatego został odesłany z powrotem na ziemię. Posejdon nie zapomniał jednak o nim, obdarował go skrzydlatymi rumakami i rydwanem, który potrafił sunąć po wodzie bez zamoczenia się.

## Ilos
Wskutek wypowiedzenia wojny Tantalowi przez Ilosa, Pelops opuścić musiał Azję Mniejszą. Nie pojechał jednak sam, a z wygnańcami z Frygii. Wyjeżdżając wziął ze sobą do Grecji bogactwa swego domu. Groby towarzyszących mu Frygijczyków znajdowały się w Lakonii jeszcze w czasach historycznych.

## Lajos
Pelops udzielił kiedyś gościny Lajosowi, który uwiódł i porwał Chrysipposa, syna człowieka, u którego mieszkał. Młodzieniec popełnił samobójstwo i Lajos musiał uciekać.

## Nowa zbrodnia
Pelops wyjechał z Azji Mniejszej, udając się do Grecji. Tam zakochał się w Hippodamei, córce Ojnomaosa, króla Pisy (w Elidzie). Monarcha usłyszał kiedyś przepowiednię, że śmierć przyjdzie nań z ręki zięcia, wobec tego starał się uniemożliwić córce wstąpienie w związek małżeński. Pretendent musiał wygrać z władcą wyścig na rydwany. Metę ustanowiono na Przesmyku Korynckim. Podstęp polegał na tym, że Ojnomaos otrzymał od Aresa nadzwyczajne konie, które gwarantowały mu zwycięstwo. Dawał więc nawet swym przeciwnikom fory, modląc się i składając ofiary, dopiero potem wsiadając na rydwan, doganiając nieszczęsnego zalotnika, któremu obcinał głowę, przybijaną następnie nad drzwiami domostwa króla Pisy. Ojnomaos zgładził wcześniej 12 pretendentów, których czaszki nad jego drzwiami ujrzał Pelops. To jednak nie zniechęciło młodzieńca, wspieranego przez Posejdona.
Pelops pozyskał najpierw miłość królewny oraz poparcie królewskiego woźnicy Myrtilosa. Ten ostatni zdradził swego monarchę. Wyjął z wozu króla metalowe ćwieki, zastępując je woskowymi.
Rozpoczęto wyścig. W jego trakcie wosk stopił się i koła rydwanu króla odpadły. Monarcha stracił życie, wypadając z rydwanu, wleczony za końmi bądź też bezpośrednio z ręki syna Tantala, który został jego następcą.
Tuż przed śmiercią król przeklął zdradę Myrtilosa, życząc mu śmierci z rąk zwycięzcy. Po wygranym wyścigu Pelops jechał rydwanem wraz z Hippodameją i Myrtilosem. Zatrzymali się, a Pelops udał się poszukać wody dla oblubienicy. Wówczas Myrtilos spróbował zgwałcić Hippodameję. Dowiedziawszy się o tym, Pelops zabił woźnicę, zrzucając go z Gerajstosu do morza zwanego później Myrtojskim. Myrtilos w ostatnich chwilach życia przeklął ród Pelopsa. Jan Parandowski nie wspomina o próbie zgwałcenia, uznając, że Pelops zrzucił Myrtilosa podstępem.
W celu przebłagania ducha zmarłego teścia Pelops ustanowił igrzyska olimpijskie jako igrzyska żałobne. Odeszły one z czasem w zapomnienie, ale przywrócił je później Herakles, zresztą potomek Pelopsa.
Po śmierci Oinomaosa Pelops został królem Pizy, a może i całego Peloponezu. Półwysep ten, podbity przez Pelopsa, od niego bierze swą nazwę. Peloponez znaczy bowiem "wyspa Pelopsa", a wcześniej zwano go Apia albo Pelasgotis.

## Ród Pelopsa
Pelops zapoczątkował ród podawany jako przykład sagi bohaterskiej, opowieści o którym obejmują wiele popularnych motywów mitologicznych, w tym zemsty rodzinnej czy klątwy bogów. Odcisnęła się na nim klątwa nałożona przez zabitego przez Pelopsa Myrtilosa. Do jego dzieci zaliczali się:
- Atreus
- Tiestes
- Plekstenes
- Chrysippos (mógł pochodzić od nimfy Aksjoche, a nie od żony Pelopsa)
- Pitteus
- Astydameja (matka Amfitriona)
- Hippotoe (matka Tafiosa)

## Kości
Pelops odegrał też rolę w wojnie trojańskiej. Otóż wieszczek Helenos przepowiedział, że warunek konieczny (ale nie wystarczający) wygranej Troi stanowi przywiezienie kości Pelopsa lub jego ramienia. Przywieziono je więc z Pisy. W drodze powrotnej okręt wiozący szczątki rozbił się, ale pewien rybak odnalazł kości władcy.